# Raves (Vosges)
Raves település Franciaországban, Vosges megyében. Lakosainak száma 480 fő (2022. január 1.). Raves Ban-de-Laveline, Bertrimoutier, Coinches, Neuvillers-sur-Fave, Pair-et-Grandrupt és Remomeix községekkel határos.

## Népesség
A település népessége az elmúlt években az alábbi módon változott:
| Lakosok száma | 450  | 463  | 476  | 468  | 470  | 471  | 474  | 477  | 480  |
|               | 2013 | 2015 | 2016 | 2017 | 2018 | 2019 | 2020 | 2021 | 2022 |